# Père Marie-Benoît
Père Marie-Benoît (en italiano, conocido como padre María Benedetto; 30 de marzo de 1895 – 5 de febrero de 1990) o Pierre Péteul de nacimiento fue un fraile franciscano capuchino francés que ayudó a escapar a 4000 judíos del Mediodía francés durante la ocupación de Francia por la Alemania nazi. El 1 de diciembre de 1996, fue honrado con el reconocimiento de Justo entre las Naciones por su valentía y sacrificio. Sus acciones que salvaron a miles de judíos durante el Holocausto fueron la razón de su epíteto "Padre de los judíos" (del francés: Père des juifs).

## Años previos a la Segunda Guerra Mundial
Nacido bajo el nombre Pierre Péteul, el padre Marie-Benoît sirvió en el norte de África durante la Primera Guerra Mundial y fue herido en la batalla de Verdún. Tras el fin de la guerra, obtuvo un doctorado en Teología en Roma y se convirtió en una autoridad reconocida sobre el judaísmo. Posteriormente, ingresó a la Orden Franciscana capuchina y se radicó en Marsella.

## Acciones durante la Segunda Guerra Mundial

### En Marsella
En 1940, encontró a miles de refugiados en Marsella que intentaban escapar de los horrores de la Segunda Guerra Mundial. Tomó la determinación de ayudarlos porque, en sus propias palabras:

Nosotros, los cristianos, sostenemos ser los hijos espirituales del patriarca Abraham. Esta debería ser suficiente razón para excluir cualquier tipo de antisemitismo, al ser una ideología que nosotros los cristianos no podemos compartir o ser parte de ella de ninguna manera.

Las operaciones del padre Marie-Benoît se centraron en encontrar maneras de trasladar a los judíos fuera de una Francia crecientemente hostil hacia ellos. Marie-Benoît transformó el monasterio capuchino en Marsella, ubicado en 51 Rue de la Croix de Régnier, en su base de operaciones. Allí, organizó una operación masiva de falsificación, instalando e improvisando instalaciones con imprentas para crear pasaportes falsos, certificados de bautismo y otros documentos que ayudaran a cientos de refugiados a cruzar la frontera hacia España o Suiza. Para ello, contó a menudo con la colaboración de organizaciones judías y miembros de la Resistencia francesa.
Para noviembre de 1942, los nazis habían ocupado toda la Francia Libre, que incluía a Marsella, lo que excluyó la posibilidad de seguir ayudando a los judíos de esa zona. Por ello, el padre Marie-Benoît tornó su atención hacia la Riviera y la Alta Saboya, ocupada por la Italia fascista.

### En Niza
Al viajar a Niza, persuadió a oficiales italianos para que permitieran el pase de judíos hacia la zona italiana. Específicamente, se reunió con Guido Lospinoso, el comisionado italiano para asuntos judíos, a quien Mussolini había enviado a la zona por insistencia de los camiones
```
       El padre Marie-Benoît convenció a Lospinoso de abstenerse de actuar contra los 30
 
000 judíos que vivían en la vecindad de Niza.
[
4
]
```

También en Niza, el padre Marie-Benoît conoció a Angelo Donati, un banquero judío y director del Banco de Crédito Franco-italiano. Donati tenía un plan para transportar a más de 30 000 judíos de Italia al norte de África por vía marítima; sin embargo, para acercarse a las autoridades italianas, necesitaba la cooperación de la Santa Sede.

### En Roma
El 13 de julio de 1943, el padre Marie-Benoît viajó a Roma para buscar la ayuda del papa Pío XII en el traslado de judíos. Una reunión fue acordada entre el padre Benoît y el papa. Cuando el padre Benoît le explicó que la policía en la Francia de Vichy estaba actuando contra los judíos, Pío XII se mostró sorprendido y le dijo, «¿Quién esperaría esto de la noble Francia?» Prometió encargarse de la situación de manera diligente; sin embargo, el plan norteafricano fue frustrado cuando los alemanes ocuparon el norte de Italia y la zona de Francia ocupada por los italianos.
El padre Marie-Benoît regresó brevemente a Francia para llevar a cabo «la parte española de su plan». Con autorización del gobierno español de Francisco Franco para decidir qué judíos franceses calificaban como descendientes de españoles, logró salvar a otros 2600 judíos; no existe un registro sobre cuántos de ellos tenían efectivamente sangre española.
Por insistencia de sus amistades, el padre Marie-Benoît desapareció de Francia y reapareció en el norte de Italia como padre Benedetti. En Roma, fue elegido en la junta de la DELASEM (Delegazione Assistenza Emigranti Ebrei: "Delegación para la Asistencia de Emigrantes Judíos"), la organización de resistencia judía en Italia que posteriormente presidiría.
Marie-Benoît trasladó la sede de la DELASEM al Instituto Internacional de los Capuchinos e inició allí otra operación de falsificación de documentos. Su oficina fue allanada varias veces por la Gestapo: a inicios de 1945, cuando tuvo lugar el arresto, tortura y ejecución de la mayoría de los directivos de la DELASEM, Benoît fue persuadido para esconderse, lo que permitió que sobreviviera a la guerra.

## Actividad después de la guerra
Después de la Segunda Guerra Mundial, el padre Marie-Benoît mantuvo sus amistades judías que había edificado durante la guerra, y dedicó el resto de su vida a la reconciliación judeocristiana. Él y un colega suyo, el P. Calixto, representaron a la Iglesia católica en la Conferencia de Seelisberg (1947), antecedente destacado del diálogo judeocristiano. Varios funcionarios del Vaticano consideraron esta actividad desfavorablemente hasta después de la declaración Nostra aetate del Concilio Vaticano II, en la que la Iglesia católica refirió el «patrimonio espiritual común a cristianos y judíos», y recomendó «el mutuo conocimiento y aprecio entre ellos» (Nostra aetate 4), propugnando así el diálogo interreligioso.

## Reconocimientos
Cuando Roma fue liberada en junio de 1944, la comunidad judía —liderada por el rabino Israel Zoller— llevó a cabo una ceremonia oficial en su sinagoga en honor del padre Benoît. Años después, el presidente de Estados Unidos Lyndon Johnson dio un discurso en el cual afirmó que las «maravillosas acciones» del Padre Benoît deberían «inspirar al pueblo estadounidense en la protección y preservación de los derechos ciudadanos, sin tener en cuenta la raza, color o religión.»
El 1 de diciembre de 1966, Yad Vashem reconoció oficialmente al padre Benoît como un Justo entre las Naciones. En total, ayudó a miles de judíos a trasladarse a Suiza y España desde el sur de Francia o a escapar por otros medios. Incluso siendo perseguido por la Gestapo, logró huir a Roma, donde continuó sus esfuerzos en favor de los judíos con ayuda de autoridades del Vaticano.